# Rocs de Brunet
Els Rocs de Brunet és una formació rocosa del terme municipal de Conca de Dalt, a l'antic terme d'Hortoneda de la Conca, al Pallars Jussà, en territori de l'antic poble de Perauba.
Es troba a la dreta de la llau de Perauba, al davant i a llevant de les Costes de Baiarri. Són al nord del Planell d'Ísop i al sud-oest del Feixanc del Gavatx.